# Kivi-Kevätti
Kivi-Kevätti är en sjö i kommunen Suomussalmi i landskapet Kajanaland i Finland. Sjön ligger 221,9 meter över havet. Den är 8,3 meter djup. Arean är 61 hektar och strandlinjen är 4,95 kilometer lång. Sjön  ingår i Uleälvens huvudavrinningsområde.   Den ligger omkring 110 kilometer nordöst om Kajana och omkring 570 kilometer norr om Helsingfors. 